# Агрохолдинг (компания)
Группа компаний «Агрохолдинг» (ОАО «Группа Компаний «Агрохолдинг») — российская агропромышленная компания. Очень перспективная компания, ожидается выручка в районе 10 млрд рублей.

## История
Группа компаний «Агрохолдинг» была создана в 1992 году на базе колхоза.
Первоначально штат компании составлял 10 человек. Предприятие специализировалось на торговых операциях с зерном.
Сегодня компания — это вертикально интегрированный холдинг, на базе которого создано 6 субхолдингов.

## Структура
В состав группы входят более 50 подразделений, расположенных на территории Центрального, Южного и Приволжского федеральных округов.
Численность сотрудников компании около 20 тысяч человек.
Основателем «Агрохолдинга» является Александр Владимирович Четвериков, депутат Государственной думы VI созыва.

## Деятельность
Компания специализируется на производстве сельскохозяйственной продукции и продуктов питания.
Основные направления деятельности:
- Птицеводство
- Свиноводство
- Растениеводство и кормопроизводство
- Мясопереработка
- Оптовая и розничная торговля

## Оценки
По собственным оценкам группы, её оборот в 2005 году составил 12 млрд рублей. По экспертным оценкам, группа занимает около 4,5% доли отечественного рынка мяса птицы.Журнал «Коммерсантъ (Волгоград)», 2006 год
Журнал Forbes в 2007 году поместил компанию на 123-е место из 200 в составляемом им списке.